# جيم هاسلام
جيم هاسلام (بالإنجليزية: Jim Haslam)‏ هو شخصية أعمال أمريكي، ولد في 13 ديسمبر 1930 في ديترويت في الولايات المتحدة.

## وصلات خارجية
- جيم هاسلام على موقع إن إن دي بي (الإنجليزية)